# Рамочные программы ЕС по развитию научных исследований и технологий
Рамочные программы Европейского Союза по развитию научных исследований и технологий или Рамочные программы или сокращенно РП1 — РП9 (англ. Framework Programmes for Research and Technological Development, Framework Programmes, FP1—FP9) — программы финансирования, созданные ЕС с целью поддержки и поощрения исследований в Европейском исследовательском пространстве. Конкретные цели и действия в программах варьируются в разных финансовых периодах.

## Предпосылки
Проведение общеевропейской политики исследований и реализация европейских исследовательских программ является обязательством членов ЕС по Амстердамскому договору, который включает в себя главу, посвящённую исследованиям и технологическому развитию. Необходимость международного сотрудничества и выполнения общеевропейских исследовательских программ вызвана тем, что странам-членам ЕС по отдельности становится всё труднее играть ведущую роль во многих важных направлениях научно-технического прогресса.
В 2006 году подсчитали, что взнос в размере € 7 млрд / год может вызвать рост ВВП в € 200 млрд. / год в 2030-х годах.

## Программы
Первые 6 рамочных программ охватывали периоды по 5 лет, но начиная с РП7, программы будут продолжаться по 7 лет. Сроки проведения и бюджеты программ:
| Идентификатор | Рамочная программа | Период    | Бюджет в миллиардах евро                                          |
| ------------- | ------------------ | --------- | ----------------------------------------------------------------- |
| РП1           | Первая             | 1984—1987 | 3,8                                                               |
| РП2           | Вторая             | 1987—1991 | 5,4                                                               |
| РП3           | Третья             | 1990—1994 | 6,6                                                               |
| РП4           | Четвертая          | 1994—1998 | 13,2                                                              |
| РП5           | Пятая              | 1998—2002 | 15,0                                                              |
| РП6           | Шестая             | 2002—2006 | 16,3                                                              |
| РП7           | Седьмая            | 2007—2013 | 50,521 на протяжении 7 лет + 2,7 для Евратома на протяжении 5 лет |
| РП8           | Горизонт 2020      | 2014—2020 | 77                                                                |
| РП9           | Horizon Europe     | 2021—2027 | 95,5                                                              |